# Событие (пьеса)
«Событие» — драма Владимира Набокова, относящаяся к русскому периоду его творчества. Была написана и впервые поставлена на сцене в 1938 году.

## Сюжет
Действие пьесы происходит в небольшом российском городе в начале XX века. Художник Алексей Трощейкин узнаёт о приезде Барбашина — человека, шесть лет назад претендовавшего на руку его нынешней жены Любови. Тогда Барбашин попытался убить и Трощейкина, и Любовь, был схвачен, но заявил, что обязательно вернётся и доведёт дело до конца. Теперь Барбашина освободили раньше срока. Осуществит ли он свою угрозу, остаётся неясно до занавеса.

## Создание и оценки
Набоков написал «Событие» в начале 1938 года в Ментоне во Франции. Пьеса была опубликована в том же году в четвёртом номере журнала «Русские записки». 4 марта в парижском Русском театре состоялась премьера (в роли режиссёра выступил Юрий Анненков). В мае того же года «Событие» поставили в Праге, в 1942 году — в Белграде, Варшаве и Нью-Йорке. В 1984 году был впервые опубликован перевод пьесы на английский язык, выполненный сыном автора Дмитрием Набоковым.
Первые рецензенты критиковали «Событие», как и многие другие произведения Набокова, за кажущуюся безыдейность, соседствующую с искусным исполнением. Звучали мнения и о том, что пьеса непригодна для сцены из-за излишней насыщенности текста. Юлия Сазонова увидела в «Событии» попытку «создания нового сценического жанра», который передаёт «не внешние, а внутренние события». Владислав Ходасевич счёл, что Набокову «не удалось найти равновесие между очень мрачным смыслом пьесы и её подчёркнуто комедийным стилем». По мнению Анненкова, «Событие» стало первой пьесой русской эмиграции, «написанной в плане большого искусства»: другие писались исключительно на злобу дня.
Большинство критиков отмечало, что в «Событии» происходит переосмысление сюжета «Ревизора» Николая Гоголя. При этом Сазонова в своей рецензии подчёркивала, что не стоит придавать этому большое значение: по её мнению, это «помешает увидеть подлинный смысл пьесы».